# Claus Harms

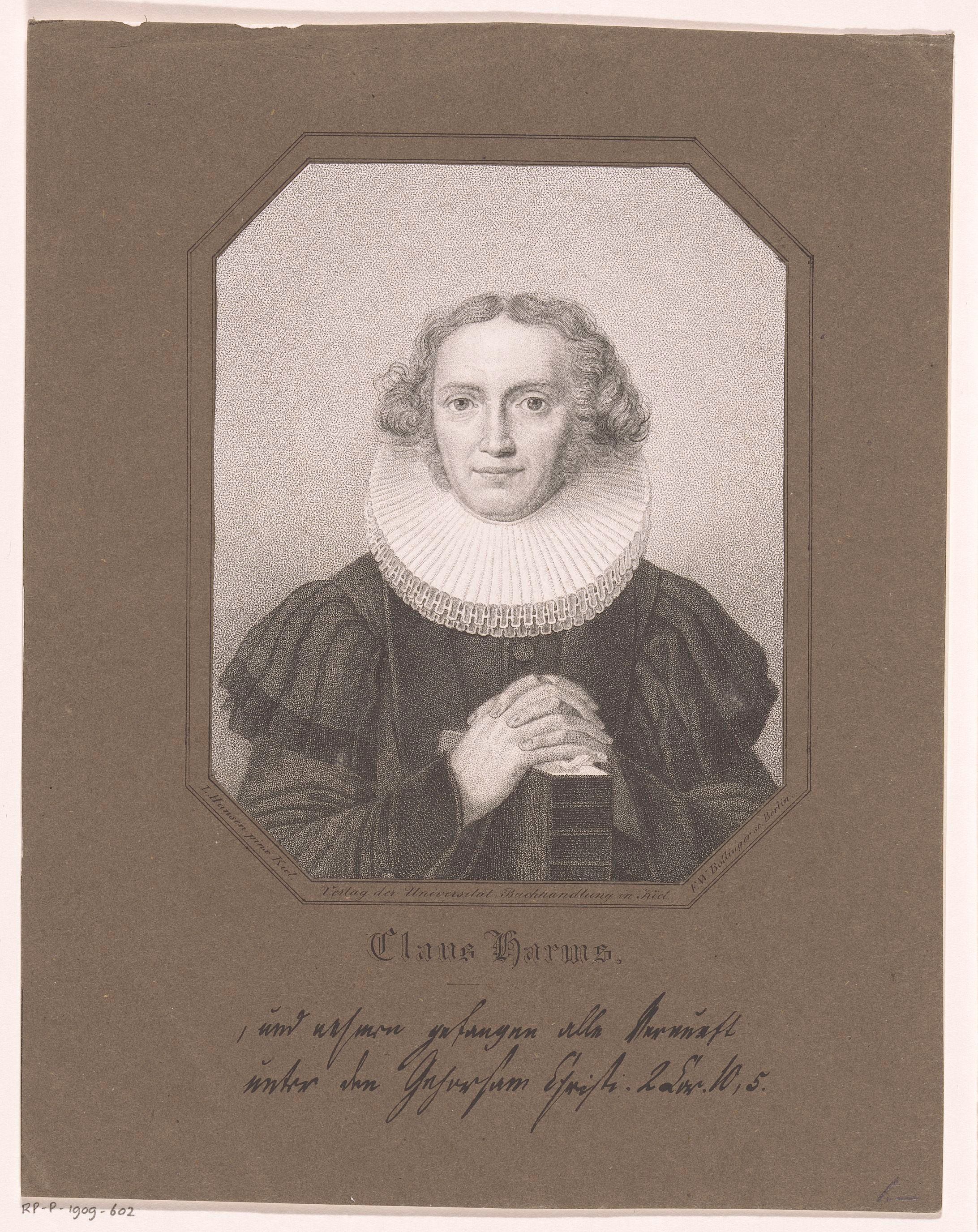
Claus Harms

Claus Harms (1778 - 1855) a fost un important teolog protestant. Claus Harms s-a născut la Fahrstedt in Marne, fiind fiul unui morar. Pasiunea sa religioasă s-a intensificat după ce a citit operele lui Friedrich Schleirmacher. În 1817 a publicat lucrarea sa esențială intitulată "Cele 95 de teze", pentru a menționa 300 de ani de Reformă creștină și pentru a fi o completare a lui Martin Luther.